# Wenqingita
La wenqingita és un mineral de la classe dels sulfurs.

## Característiques
La wenqingita és una sulfosal de fórmula química Pb₅(AsS₃)₂(Ge₂S₆). Va ser aprovada com a espècie vàlida per l'Associació Mineralògica Internacional en el mes d’abril de l'any 2025. Encara resta pendent de publicació. Cristal·litza en el sistema monoclínic.
L'exemplar que va servir per a determinar l'espècie, el que es coneix com a material tipus, es troba conservat a les col·leccions del Museu Geològic de la Xina, a Pequín (República Popular de la Xina), amb el número de catàleg: M1613x.

## Formació i jaciments
Va ser descoberta al dipòsit de plom i zinc de Wuishe, al comtat de Hanyuan (Sichuan, República Popular de la Xina). Aquest indret és l'únic de tot el planeta on ha estat descrita aquesta espècie mineral.